# Nils Johan Andersson

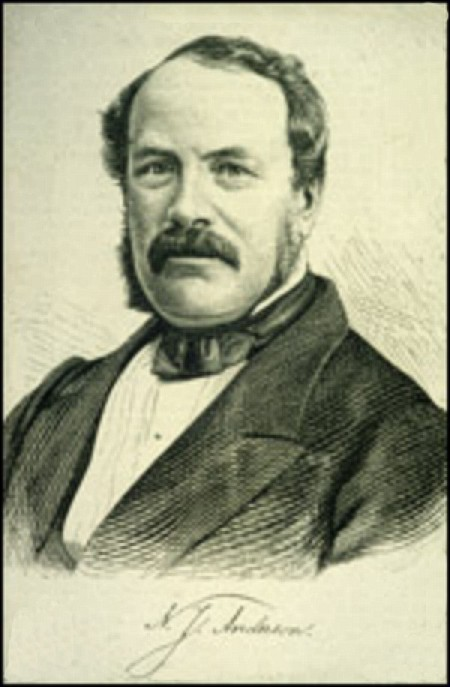
Nils Johan Andersson, ca. 1870

Nils Johan Andersson (* 20. Februar 1821 im Kirchspiel Gärdserum, Gemeinde Åtvidaberg; † 27. März 1880 in Stockholm) war ein schwedischer Botaniker. Sein offizielles botanisches Autorenkürzel lautet „Andersson“.

## Leben
Anderson war der Sohn des Abgeordneten Johannes Andersson und dessen Frau Sara Kajsa Nilsdotter. Sein Vater setzte sich 1828 für die Gründung einer neuen Elementarschule ein und schickte seinen Sohn anschließend auf diese Schule. 1840 begann Andersson sein Studium an der Universität Uppsala. 1845 wurde er zum Doktor der Philosophie  habilitiert und 1846 zum außerordentlichen Professor für Botanik ernannt. 1847 wurde er Lehrer an der Elementarschule in Stockholm und war von 1857 bis 1874 dort Privatdozent für Naturkunde.
Im Jahr 1843 begann er seine ausgedehnten Reisen zunächst durch die skandinavischen Länder und begleitete von 1851 bis 1853 als Botaniker die Erdumsegelung der schwedischen Fregatte Eugenie. Über seine Erlebnisse berichtete er in der Zeitung Aftonbladet und veröffentlichte diese in den Jahren 1853 bis 1854 unter dem Titel En verldsomsegling (eine Weltumseglung). Er brachte von dieser Expedition eine reiche botanische Sammlungen mit nach Hause. Seit 1848 war er Sekretär des Schwedischen Gartenvereins. Andersson wurde 1855 zum Assistenzprofessor und botanischen Demonstrator an der Universität Lund, 1856 zum Kurator der botanischen Abteilung des Schwedischen Museums für Naturgeschichte, sowie Lehrer an der Bergischen Gartenschule in Stockholm. 1857 wurde er zum Mitglied der Gelehrtenakademie Leopoldina gewählt und 1859 wurde er Mitglied der Königlich Schwedischen Akademie der Wissenschaften. Er nahm als Sekretär und teilweise als Vorsitzender an vielen skandinavischen naturwissenschaftlichen Tagungen der botanischen Sektion teil. Als Schwedenkommissar betreute er die internationalen Gartenausstellungen und botanischen Kongresse in London, Paris, Amsterdam, Wien, Florenz, Kopenhagen und Köln und organisierte 1868 die Gartenausstellung in Stockholm. Auf den Gebieten der beschreibenden Botanik und Pflanzengeographie beschrieb Andersson zahlreiche Abhandlungen über die Flora Lapplands, Skandinaviens und mehrerer während der Reisen besuchter Gebiete. Sein bedeutendstes Werk ist die Monographia Salicum hucusque cognitarum aus dem Jahr 1867. 1879 trat er von seiner Stelle als Kurator zurück und starb 1880 in Stockholm nach längerer Krankheit.

## Familie

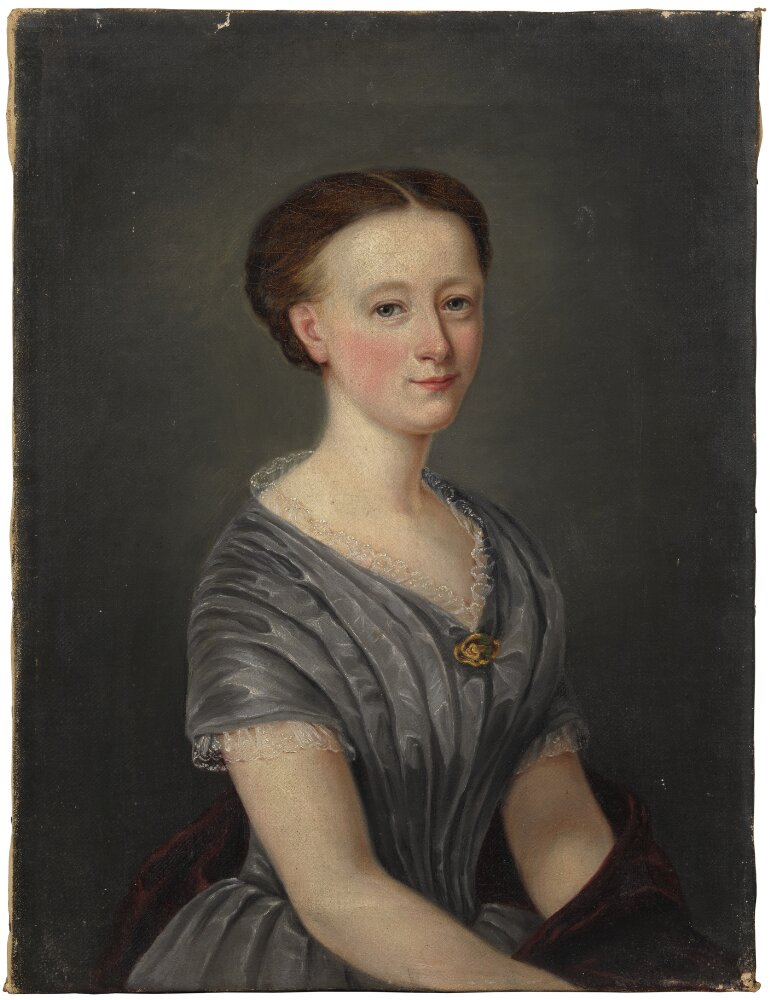
Amanda Tigerhielm (Selbstporträt)

Andersson war seit 1857 mit der Malerin Anna Elisabet Amanda Tigerhielm (30. September 1832 – 11. September 1906) verheiratet.
- Der ältere Sohn war der Marineoffizier Nils Elias Anckers (Geburtsname Andersson, 7. Juni 1858 – 13. Juli 1921).
- Der Maler Johan Axel Gustaf Acke (Geburtsname Andersson, 7. April 1859 – 5. September 1924) war ihr zweiter Sohn.[6]Axel L. Romdahl: Ackee (t. o. m. 1904 Andersson), Johan Axel Gustaf. In: Bertil Boëthius (Hrsg.): Svenskt biografiskt lexikon. Band 1: Abelin–Anjou. Albert Bonnier, Stockholm 1918, S. 45–47 (schwedisch, Textarchiv – Internet Archive oder sok.riksarkivet.se).
- Das Paar hatte eine Tochter Sigrid Alfhild Elisabeth Andersson (2. Januar 1868 – 31. Oktober 1918), die 1895 den Chirurgen John Gottlieb Rissler (21. Januar 1863 – 11. März 1931) heiratete.[7]

## Ehrentaxton
Ihm zu Ehren wurde die Gattung Anderssoniopiper aus der Pflanzenfamilie der  Pfeffergewächse (Piperaceae) benannt.

## Schriften
- Anteckningar under en resa till Umeå, Piteå och Luleå Lappmarker, sommaren 1845. Lundbergska Boktryckeriet, Lund 1846 (schwedisch, runeberg.org).
- En verldsomsegling 3 Bände, Stockholm 1853–1854 (deutsch: Eine Weltumsegelung. Leipzig 1854), als Auszug von Anderssons Aufzeichnungen über eine Erdumrundung mit der schwedischen Fregatte „Eugenie“ in den Jahren 1851–1853. (schwedisch, runeberg.org).
- Salices Lapponiæ. Uppsala 1845.
- Conspectus vegetationis Lapponiae. Uppsala 1846.
- Atlas öfver Skandinaviska florans naturliqa familjer Zach. Haeggström, Stockholm 1849 (archive.org).
- Plantae Scandinaviae; descriptionibus et figuris analyticis adumbratae. Zach. Haeggström, Stockholm 1849 (Latein, archive.org).
- Cyperaceae Scandinaviae Stockholm 1849.
- Gramineae Scandinavae Stockholm 1852.
- Om Galapagos-Öernas Vegetation Borlingska Boklryckeriol, Lund 1854 (archive.org).
- Inledning till Botaniken  3 Bände, Stockholm 1851–1853.
- Väggtaflor för åskådnings-undervisningen i Botanik 1861–1862.
- Femhundra afbildningar af mera allmänt förekommande svenska växter: för skolan och hemmet. Heft 1: Text. Zach. Haeggström, Stockholm 1870 (schwedisch, archive.org).